# Ski Classics 2019/2020
De Ski Classics 2019/2020 (officieel: Visma Ski Classics 2019/2020) ging van start op 29 november 2019 in het Italiaanse Livigno en had moeten eindigen op 4 april 2020 in het Finse Ylläs-Levi. Door de coronapandemie was de Wasaloop van 1 maart in Zweden echter de laatste wedstrijd.
De Ski Classics is een competitie van langlaufmarathons in de klassieke stijl in Europa. De langlaufer die aan het einde van het seizoen de meeste punten heeft verzameld, wint de Ski Classics. Het is editie 10 van deze competitie en van de twaalf geplande wedstrijden konden er negen doorgaan.

## Mannen

### Kalender

#### Pro Tour
| #                                   | Datum                               | Plaats                              | Loop                                | Afstand                             | Eerste                              | Tweede                                    | Derde                                     |
| ----------------------------------- | ----------------------------------- | ----------------------------------- | ----------------------------------- | ----------------------------------- | ----------------------------------- | ----------------------------------------- | ----------------------------------------- |
| Visma Alp Trophy                    |                                     |                                     |                                     |                                     |                                     |                                           |                                           |
| 1.                                  | 29/11/2019                          | Livigno                             | Pro Team Tempo                      | 15 km klassieke stijl (ploegproef)  | Petter Eliassen Team Ragde Eiendom  | Tord Asle Gjerdalen Team Ragde Eiendom    | Oskar Kardin Team Ragde Eiendom           |
| 2.                                  | 01/12/2019                          | Livigno                             | Proloog                             | 35 km klassieke stijl (individueel) | Emil Persson Lager 157 Ski Team     | Morten Eide Pedersen Team Kaffebryggereit | Stian Hoelgaard Team Koteng               |
| 3.                                  | 14/12/2019                          | Val Venosta                         | La Venosta                          | 40 km klassieke stijl               | Jermil Vokoejev Russian Winter Team | Petter Eliassen Team Ragde Eiendom        | Morten Eide Pedersen Team Kaffebryggereit |
| 4.                                  | 11/01/2020                          | Seefeld                             | Kaiser-Maximilian-Lauf              | 60 km klassieke stijl               | Emil Persson Lager 157 Ski Team     | Andreas Nygaard Team Ragde Eiendom        | Marcus Johansson Lager 157 Ski Team       |
| 5.                                  | 18/01/2020                          | Zuoz                                | La Diagonela                        | 65 km klassieke stijl               | Chris Jespersen Team Koteng         | Tord Asle Gjerdalen Team Ragde Eiendom    | Aleksej Sjemjakin Russian Winter Team     |
| 6.                                  | 26/01/2020                          | Trentino                            | Marcialonga                         | 70 km klassieke stijl               | Tore Bjørseth Berdal Team Koteng    | Tord Asle Gjerdalen Team Ragde Eiendom    | Petter Eliassen Team Ragde Eiendom        |
| 7.                                  | 01/02/2020                          | Toblach–Cortina                     | Toblach–Cortina                     | 42 km klassieke stijl               | Andreas Nygaard Team Ragde Eiendom  | Tord Asle Gjerdalen Team Ragde Eiendom    | Marcus Johansson Lager 157 Ski Team       |
| Eindklassement Visma Alp Trophy:    | Eindklassement Visma Alp Trophy:    | Eindklassement Visma Alp Trophy:    | Eindklassement Visma Alp Trophy:    | Eindklassement Visma Alp Trophy:    | Andreas Nygaard Team Ragde Eiendom  | Tord Asle Gjerdalen Team Ragde Eiendom    | Stian Hoelgaard Team Koteng               |
| 8.                                  | 09/02/2020                          | Bedrichov                           | Jizerská padesátka                  | 50 km klassieke stijl               | Andreas Nygaard Team Ragde Eiendom  | Oskar Kardin Team Ragde Eiendom           | Petter Eliassen Team Ragde Eiendom        |
| Visma Nordic Trophy                 |                                     |                                     |                                     |                                     |                                     |                                           |                                           |
| 9.                                  | 01/03/2020                          | Sälen-Mora                          | Wasaloop                            | 90 km klassieke stijl               | Petter Eliassen Team Ragde Eiendom  | Stian Hoelgaard Team Koteng               | Torleif Syrstad Team Koteng               |
| 10.                                 | 21/03/2020                          | Rena-Lillehammer                    | Birkebeinerrennet                   | 54 km klassieke stijl               | Afgelast vanwege de coronapandemie  | Afgelast vanwege de coronapandemie        | Afgelast vanwege de coronapandemie        |
| 11.                                 | 28/03/2020                          | Setermoen-Bardufoss                 | Reistadløpet                        | 50 km klassieke stijl               | Afgelast vanwege de coronapandemie  | Afgelast vanwege de coronapandemie        | Afgelast vanwege de coronapandemie        |
| 12.                                 | 04/04/2020                          | Ylläs-Levi                          | Ylläs-Levi                          | 70 km klassieke stijl               | Afgelast vanwege de coronapandemie  | Afgelast vanwege de coronapandemie        | Afgelast vanwege de coronapandemie        |
| Eindklassement Visma Nordic Trophy: | Eindklassement Visma Nordic Trophy: | Eindklassement Visma Nordic Trophy: | Eindklassement Visma Nordic Trophy: | Eindklassement Visma Nordic Trophy: | Petter Eliassen Team Ragde Eiendom  | Stian Hoelgaard Team Koteng               | Torleif Syrstad Team Koteng               |

#### Challengers
| #   | Datum      | Plaats          | Loop                          | Afstand                         | Eerste                                                             | Tweede                                                             | Derde                                                              |
| --- | ---------- | --------------- | ----------------------------- | ------------------------------- | ------------------------------------------------------------------ | ------------------------------------------------------------------ | ------------------------------------------------------------------ |
| 1.  | 17/08/2019 | Trollhättan     | Alliansloppet                 | 48 km klassieke stijl rollerski | Kasper Stadaas                                                     | Vegard Vinje Lyn Ski Moseteråsen                                   | Calle Halfvarsson                                                  |
| 2.  | 18/08/2019 | Ushuaia         | Ushuaia Loppet                | 50 km klassieke stijl           | Matias Zuloaga                                                     | Victor Santos                                                      | Franco dal Farra                                                   |
| 3.  | 31/08/2019 | Drangedal       | Gautefallrennet 60K           | 60 km klassieke stijl rollerski | Anders Høst Team Serneke                                           | Morte Eide Pedersen Team Kaffebryggeriet                           | Simen Engebretsen Nordli Team ParkettPartner Sjusjøen              |
| 4.  | 22/09/2019 | Karlstad        | Klarälvsloppet                | 90 km klassieke stijl rollerski | Stian Berg Team Kaffebryggeriet                                    | Emil Persson Lager 157 Ski Team                                    | Stian Hoelgaard Team Koteng                                        |
| 5.  | 15/12/2019 | Val Venosta     | La Venosta Skating            | 30 km vrije stijl               | Bastien Poirrier E-Liberty Ski Team                                | Thomas Chambellant E-Liberty Ski Team                              | Iver Tildheim Andersen Team Rustad IL Oslo                         |
| 6.  | 04/01/2020 | Changchun       | Vasaloppet China              | 50 km klassieke stijl           | Vinjar Skogsholm Team ParkettPartner Sjusjøen                      | Raul Shakirzyanov                                                  | Konstantin Glavatskikh                                             |
| 7.  | 05/01/2020 | Grönklitt Orsa  | Craft Ski Marathon            | 42 km klassieke stijl           | Bob Impola Team Serneke                                            | Øyvind Moen Fjeld Lager 157 Ski Team                               | Ludwig Tärning Team Serneke                                        |
| 8.  | 18/01/2020 | Östersund       | Östersund Ski Marathon        | 42 km klassieke stijl           | Andreas Holmberg Lager 157 Ski Team                                | Johan Persson Team Ramudden                                        | Sivert Bergan Team Synnfjell                                       |
| 9.  | 19/01/2020 | Lienz           | Dolomitenlauf                 | 42 km klassieke stijl           | Vinjar Skogsholm Team ParkettPartner Sjusjøen                      | Veli-Matti Räsänen Skimarathon Team Austria                        | Stanislav Řezáč Slavia Pojistovna Sport Team                       |
| 10. | 19/01/2020 | Les Moussières  | Les Belles Combes             | 40 km klassieke stijl           | Alexis Jeannerod ED system Bauer Team                              | Emilien Louvrier                                                   | Thomas Chambellant E-Liberty Ski Team                              |
| 11. | 02/02/2020 | Oberammergau    | König-Ludwig-Lauf             | 50 km klassieke stijl           | Afgelast vanwege het gebrek aan sneeuwval                          | Afgelast vanwege het gebrek aan sneeuwval                          | Afgelast vanwege het gebrek aan sneeuwval                          |
| 12. | 02/02/2020 | Toblach-Cortina | Toblach-Cortina Skating       | 32 km vrije stijl               | Raul Shakirzyanov                                                  | Tord Asle Gjerdalen Team Ragde Eiendom                             | Niklas Liederer                                                    |
| 13. | 08/02/2020 | Vasavere        | Alutaguse Marathon            | 44 km klassieke stijl           | Afgelast vanwege het gebrek aan sneeuwval en regenachtig weer      | Afgelast vanwege het gebrek aan sneeuwval en regenachtig weer      | Afgelast vanwege het gebrek aan sneeuwval en regenachtig weer      |
| 14. | 09/02/2020 | Jura gebergte   | La Transjurassienne           | 68 km vrije stijl               | Afgelast vanwege het gebrek aan sneeuwval                          | Afgelast vanwege het gebrek aan sneeuwval                          | Afgelast vanwege het gebrek aan sneeuwval                          |
| 15. | 15/02/2020 | Kvam            | Furusjøen Rundt-Rennet        | 45 km klassieke stijl           | Øyvind Moen Fjeld Lager 157 Ski Team                               | Vinjar Skogsholm Team ParkettPartner Sjusjøen                      | Kjetil Tyrom Team ParkettPartner Sjusjøen                          |
| 16. | 15/02/2020 | Østby           | Trysil Skimaraton             | 42 km klassieke stijl           | Andreas Nygaard Team Ragde Eiendom                                 | Thomas Gifstad Team Rustad IL Oslo                                 | Michael Boberg                                                     |
| 17. | 16/02/2020 | Sandviken       | Bessemerloppet                | 52 km klassieke stijl           | Gabriel Höjlind                                                    | Ludwig Tärning Team Serneke                                        | Tom Fahlén                                                         |
| 18. | 22/02/2020 | Hayward         | American Birkebeiner          | 50 km vrije stijl               | Niklas Dyrhaug                                                     | Ian Torchia                                                        | Robin Duvillard Team Vercors Isère                                 |
| 19. | 08/03/2020 | La Feclaz       | La Savoyarde Caisse d'Épargne | 42 km vrije stijl               | Clément Parisse                                                    | Paul Goalabre Crédit Agricole de Franche-Comté                     | Thomas Chambellant E-Liberty Ski Team                              |
| 20. | 14/03/2020 | Novosibirsk     | Novosibirsk Classic Marathon  | 60 km klassieke stijl           | Aleksandr Bessmertnych                                             | Vladimir Karkin                                                    | Mikhail Sosnin                                                     |
| 21. | 14/03/2020 | Setesdal        | Sesilåmi                      | 52 km klassieke stijl           | Afgelast vanwege intrekking vergunning omwille van wilde rendieren | Afgelast vanwege intrekking vergunning omwille van wilde rendieren | Afgelast vanwege intrekking vergunning omwille van wilde rendieren |
| 22. | 14/03/2020 | Vålådalen       | Årefjällsloppet               | 55 km klassieke stijl           | Afgelast vanwege de coronapandemie                                 | Afgelast vanwege de coronapandemie                                 | Afgelast vanwege de coronapandemie                                 |
| 23. | 04/04/2020 | Bjerkvik        | BCC Hålogalandsløpet          | 42 km klassieke stijl           | Afgelast vanwege de coronapandemie                                 | Afgelast vanwege de coronapandemie                                 | Afgelast vanwege de coronapandemie                                 |
| 24. | 04/04/2020 | Mo i Rana       | Blåvegenløpet                 | 45 km klassieke stijl           | Afgelast vanwege de coronapandemie                                 | Afgelast vanwege de coronapandemie                                 | Afgelast vanwege de coronapandemie                                 |
| 25. | 05/04/2020 | Nordli          | Flyktningerennet              | 42 km klassieke stijl           | Afgelast vanwege de coronapandemie                                 | Afgelast vanwege de coronapandemie                                 | Afgelast vanwege de coronapandemie                                 |
| 26. | 12/04/2020 | Taivalkoski     | Taivalkoski Ski Marathon      | 50 km vrije stijl               | Afgelast vanwege de coronapandemie                                 | Afgelast vanwege de coronapandemie                                 | Afgelast vanwege de coronapandemie                                 |
| 27. | 18/04/2020 | Ísafjörður      | Fossavatnsgangan              | 50 km klassieke stijl           | Afgelast vanwege de coronapandemie                                 | Afgelast vanwege de coronapandemie                                 | Afgelast vanwege de coronapandemie                                 |

### Eindstanden klassementen
| Algemeen | Algemeen             | Algemeen             | Algemeen |
| #        | Naam                 | Team                 | Punten   |
| -------- | -------------------- | -------------------- | -------- |
| 1        | Andreas Nygaard      | Team Ragde Eiendom   | 1.145    |
| 2        | Tord Asle Gjerdalen  | Team Ragde Eiendom   | 1.045    |
| 3        | Stian Hoelgaard      | Team Koteng          | 1.015    |
| 4        | Petter Eliassen      | Team Ragde Eiendom   | 1.001    |
| 5        | Marcus Johansson     | Lager 157 Ski Team   | 918      |
| 6        | Morten Eide Pedersen | Team Kaffebryggeriet | 903      |
| 7        | Vetle Thyli          | Team Kaffebryggeriet | 775      |
| 8        | Max Novak            | Team Ramudden        | 763      |
| 9        | Emil Persson         | Lager 157 Ski Team   | 712      |
| 10       | Oskar Kardin         | Team Ragde Eiendom   | 561      |

| Sprint | Sprint                | Sprint                 | Sprint |
| #      | Naam                  | Team                   | Punten |
| ------ | --------------------- | ---------------------- | ------ |
| 1      | Stian Berg            | Team Kaffebryggeriet   | 324    |
| 2      | Max Novak             | Team Ramudden          | 224    |
| 3      | Oskar Kardin          | Team Ragde Eiendom     | 180    |
| 4      | Alexander Panzinskiy  | Team Robinson Trentino | 140    |
| 5      | Alexey Dvoskin        | Russian Winter Team    | 86     |
| 6      | Joar Thele            | Team Ragde Eiendom     | 73     |
| 7      | Torleif Syrstad       | Team Koteng            | 68     |
| 8      | Emil Persson          | Lager 157 Ski Team     | 54     |
| 9      | Chris Andre Jespersen | Team Koteng            | 50     |
| 9      | Marcus Johansson      | Lager 157 Ski Team     | 50     |

| Klimmen | Klimmen               | Klimmen              | Klimmen |
| #       | Naam                  | Team                 | Punten  |
| ------- | --------------------- | -------------------- | ------- |
| 1       | Morten Eide Pedersen  | Team Kaffebryggeriet | 372     |
| 2       | Andreas Holmberg      | Lager 157 Ski Team   | 199     |
| 3       | Petter Eliassen       | Team Ragde Eiendom   | 173     |
| 4       | Andreas Nygaard       | Team Ragde Eiendom   | 156     |
| 5       | Tord Asle Gjerdalen   | Team Ragde Eiendom   | 130     |
| 6       | Oskar Kardin          | Team Ragde Eiendom   | 108     |
| 7       | Ari Luusua            | Vltava Fund Ski Team | 75      |
| 8       | Chris Andre Jespersen | Team Koteng          | 69      |
| 9       | Jermil Vokoejev       | Russian Winter Team  | 65      |
| 10      | Tore Bjørseth Berdal  | Team Koteng          | 57      |

| Jeugd | Jeugd              | Jeugd                        | Jeugd  |
| #     | Naam               | Team                         | Punten |
| ----- | ------------------ | ---------------------------- | ------ |
| 1     | Max Novak          | Team Ramudden                | 763    |
| 2     | Emil Persson       | Lager 157 Ski Team           | 712    |
| 3     | Torleif Syrstad    | Team Koteng                  | 448    |
| 4     | Aleksandr Grebenko | Russian Winter Team          | 409    |
| 5     | Magnus Vesterheim  | Team Kaffebryggeriet         | 338    |
| 6     | Johannes Eklöf     | Team Ramudden                | 289    |
| 7     | Stian Berg         | Team Kaffebryggeriet         | 266    |
| 8     | Vinjar Skogsholm   | Team ParkettPartner Sjusjøen | 191    |
| 9     | Fabián Štoček      | Vltava Fund Ski Team         | 186    |
| 10    | Viktor Mäenpää     | Ski Team Mäenpää             | 173    |

| Visma Alp Trophy | Visma Alp Trophy     | Visma Alp Trophy     | Visma Alp Trophy |
| #                | Naam                 | Team                 | Punten           |
| ---------------- | -------------------- | -------------------- | ---------------- |
| 1                | Andreas Nygaard      | Team Ragde Eiendom   | 790              |
| 2                | Tord Asle Gjerdalen  | Team Ragde Eiendom   | 745              |
| 3                | Stian Hoelgaard      | Team Koteng          | 710              |
| 4                | Marcus Johansson     | Lager 157 Ski Team   | 697              |
| 5                | Morten Eide Pedersen | Team Kaffebryggeriet | 678              |
| 6                | Vetle Thyli          | Team Kaffebryggeriet | 617              |
| 7                | Petter Eliassen      | Team Ragde Eiendom   | 601              |
| 8                | Emil Persson         | Lager 157 Ski Team   | 571              |
| 9                | Max Novak            | Team Ramudden        | 518              |
| 10               | Ari Luusua           | Vltava Fund Ski Team | 441              |

| Visma Nordic Trophy | Visma Nordic Trophy      | Visma Nordic Trophy          | Visma Nordic Trophy |
| #                   | Naam                     | Team                         | Punten              |
| ------------------- | ------------------------ | ---------------------------- | ------------------- |
| 1                   | Petter Eliassen          | Team Ragde Eiendom           | 200                 |
| 2                   | Stian Hoelgaard          | Team Koteng                  | 170                 |
| 3                   | Torleif Syrstad          | Team Koteng                  | 150                 |
| 4                   | Tord Asle Gjerdalen      | Team Ragde Eiendom           | 130                 |
| 5                   | Klas Nilsson             | Team Igne                    | 120                 |
| 6                   | Andreas Nygaard          | Team Ragde Eiendom           | 105                 |
| 7                   | Nils Persson             | Team Engcon                  | 100                 |
| 8                   | Anders Aukland           | Team Ragde Eiendom           | 95                  |
| 9                   | Max Novak                | Team Ramudden                | 90                  |
| 10                  | Simen Engebretsen Nordli | Team ParkettPartner Sjusjøen | 85                  |

## Vrouwen

### Kalender

#### Pro Tour
| #                                   | Datum                               | Plaats                              | Loop                                | Afstand                             | Eerste                                      | Tweede                                      | Derde                                |
| ----------------------------------- | ----------------------------------- | ----------------------------------- | ----------------------------------- | ----------------------------------- | ------------------------------------------- | ------------------------------------------- | ------------------------------------ |
| Visma Alp Trophy                    |                                     |                                     |                                     |                                     |                                             |                                             |                                      |
| 1.                                  | 29/11/2019                          | Livigno                             | Pro Team Tempo                      | 15 km klassieke stijl (ploegproef)  | Britta Johansson Norgren Lager 157 Ski Team | Astrid Øyre Slind Team Koteng               | Emilie Fleten Team Ragde Eiendom     |
| 2.                                  | 01/12/2019                          | Livigno                             | Proloog                             | 35 km klassieke stijl (individueel) | Britta Johansson Norgren Lager 157 Ski Team | Kateřina Smutná Ed System Bauer Team        | Kari Vikhagen Gjeitnes Team Koteng   |
| 3.                                  | 14/12/2019                          | Val Venosta                         | La Venosta                          | 40 km klassieke stijl               | Astrid Øyre Slind Team Koteng               | Britta Johansson Norgren Lager 157 Ski Team | Kari Vikhagen Gjeitnes Team Koteng   |
| 4.                                  | 11/01/2020                          | Seefeld                             | Kaiser-Maximilian-Lauf              | 60 km klassieke stijl               | Lina Korsgren Team Ramudden                 | Britta Johansson Norgren Lager 157 Ski Team | Astrid Øyre Slind Team Koteng        |
| 5.                                  | 18/01/2020                          | Zuoz                                | La Diagonela                        | 65 km klassieke stijl               | Astrid Øyre Slind Team Koteng               | Kari Vikhagen Gjeitnes Team Koteng          | Kateřina Smutná Ed System Bauer Team |
| 6.                                  | 26/01/2020                          | Trentino                            | Marcialonga                         | 70 km klassieke stijl               | Kari Vikhagen Gjeitnes Team Koteng          | Astrid Øyre Slind Team Koteng               | Lina Korsgren Team Ramudden          |
| 7.                                  | 01/02/2020                          | Toblach–Cortina                     | Toblach–Cortina                     | 42 km klassieke stijl               | Britta Johansson Norgren Lager 157 Ski Team | Kari Vikhagen Gjeitnes Team Koteng          | Olga Tsarevea Russian Winter Team    |
| Eindklassement Visma Alp Trophy:    | Eindklassement Visma Alp Trophy:    | Eindklassement Visma Alp Trophy:    | Eindklassement Visma Alp Trophy:    | Eindklassement Visma Alp Trophy:    | Britta Johansson Norgren Lager 157 Ski Team | Kari Vikhagen Gjeitnes Team Koteng          | Astrid Øyre Slind Team Koteng        |
| 8.                                  | 09/02/2020                          | Bedrichov                           | Jizerská padesátka                  | 50 km klassieke stijl               | Britta Johansson Norgren Lager 157 Ski Team | Emilie Fleten Team Ragde Eiendom            | Lina Korsgren Team Ramudden          |
| Visma Nordic Trophy                 |                                     |                                     |                                     |                                     |                                             |                                             |                                      |
| 9.                                  | 01/03/2020                          | Sälen-Mora                          | Wasaloop                            | 90 km klassieke stijl               | Lina Korsgren Team Ramudden                 | Britta Johansson Norgren Lager 157 Ski Team | Kateřina Smutná Ed System Bauer Team |
| 10.                                 | 21/03/2020                          | Rena-Lillehammer                    | Birkebeinerrennet                   | 54 km klassieke stijl               | Afgelast vanwege de coronapandemie          | Afgelast vanwege de coronapandemie          | Afgelast vanwege de coronapandemie   |
| 11.                                 | 28/03/2020                          | Setermoen-Bardufoss                 | Reistadløpet                        | 50 km klassieke stijl               | Afgelast vanwege de coronapandemie          | Afgelast vanwege de coronapandemie          | Afgelast vanwege de coronapandemie   |
| 12.                                 | 04/04/2020                          | Ylläs-Levi                          | Ylläs-Levi                          | 70 km klassieke stijl               | Afgelast vanwege de coronapandemie          | Afgelast vanwege de coronapandemie          | Afgelast vanwege de coronapandemie   |
| Eindklassement Visma Nordic Trophy: | Eindklassement Visma Nordic Trophy: | Eindklassement Visma Nordic Trophy: | Eindklassement Visma Nordic Trophy: | Eindklassement Visma Nordic Trophy: | Lina Korsgren Team Ramudden                 | Britta Johansson Norgren Lager 157 Ski Team | Kateřina Smutná Ed System Bauer Team |

#### Challengers
| #   | Datum      | Plaats          | Loop                          | Afstand                         | Eerste                                                             | Tweede                                                             | Derde                                                              |
| --- | ---------- | --------------- | ----------------------------- | ------------------------------- | ------------------------------------------------------------------ | ------------------------------------------------------------------ | ------------------------------------------------------------------ |
| 1.  | 17/08/2019 | Trollhättan     | Alliansloppet                 | 48 km klassieke stijl rollerski | Linn Sömskar                                                       | Hanna Falk                                                         | Astrid Øyre Slind Team Koteng                                      |
| 2.  | 18/08/2019 | Ushuaia         | Ushuaia Loppet                | 50 km klassieke stijl           | Claire Waichler                                                    | Bruna Moura                                                        | Kadi Inno                                                          |
| 3.  | 31/08/2019 | Drangedal       | Gautefallrennet 60K           | 60 km klassieke stijl rollerski | Kari Vikhagen Gjeitnes Team Koteng                                 | Lina Korsgren Team Ramudden                                        | Ingeborg Dahl Team XPND                                            |
| 4.  | 22/09/2019 | Karlstad        | Klarälvsloppet                | 90 km klassieke stijl rollerski | Lina Korsgren Team Ramudden                                        | Astrid Øyre Slind Team Koteng                                      | Britta Johansson Norgren Lager 157 Ski Team                        |
| 5.  | 15/12/2019 | Val Venosta     | La Venosta Skating            | 30 km vrije stijl               | Kateřina Smutná Ed System Bauer Team                               | Klára Moravcová Slavia pojišťovna Sport Team                       | Evelina Bångman Team Rustad IL Oslo                                |
| 6.  | 04/01/2020 | Changchun       | Vasaloppet China              | 50 km klassieke stijl           | Marina Chernusova                                                  | Polina Kalsina                                                     | Ingeborg Dahl Team XPND                                            |
| 7.  | 05/01/2020 | Grönklitt Orsa  | Craft Ski Marathon            | 42 km klassieke stijl           | Britta Johansson Norgren Lager 157 Ski Team                        | Ida Dahl Team Ramudden                                             | Sofie Elebro Team ParkettPartner Sjusjøen                          |
| 8.  | 18/01/2020 | Östersund       | Östersund Ski Marathon        | 42 km klassieke stijl           | Frida Hallquist                                                    | Signe Rosenberg                                                    | Caroline Olsson                                                    |
| 9.  | 19/01/2020 | Lienz           | Dolomitenlauf                 | 42 km klassieke stijl           | Melina Schöttes Team Tri Nordic Coaching                           | Terhi Pollari Skimarathon Team Austria                             | Hanna Nöhmeier                                                     |
| 10. | 19/01/2020 | Les Moussières  | Les Belles Combes             | 40 km klassieke stijl           | Céline Chopard Lallier Crédit Agricole de Franche-Comté            | Laurie Flochon-Joly                                                | Jennifer Lambert                                                   |
| 11. | 02/02/2020 | Oberammergau    | König-Ludwig-Lauf             | 50 km klassieke stijl           | Afgelast vanwege het gebrek aan sneeuwval                          | Afgelast vanwege het gebrek aan sneeuwval                          | Afgelast vanwege het gebrek aan sneeuwval                          |
| 12. | 02/02/2020 | Toblach-Cortina | Toblach-Cortina Skating       | 32 km vrije stijl               | Céline Chopard Lallier Crédit Agricole de Franche-Comté            | Jenny Larsson Team Ramudden                                        | Anna Seebacher                                                     |
| 13. | 08/02/2020 | Vasavere        | Alutaguse Marathon            | 44 km klassieke stijl           | Afgelast vanwege het gebrek aan sneeuwval en regenachtig weer      | Afgelast vanwege het gebrek aan sneeuwval en regenachtig weer      | Afgelast vanwege het gebrek aan sneeuwval en regenachtig weer      |
| 14. | 09/02/2020 | Jura gebergte   | La Transjurassienne           | 68 km vrije stijl               | Afgelast vanwege het gebrek aan sneeuwval                          | Afgelast vanwege het gebrek aan sneeuwval                          | Afgelast vanwege het gebrek aan sneeuwval                          |
| 15. | 15/02/2020 | Kvam            | Furusjøen Rundt-Rennet        | 45 km klassieke stijl           | Kari Øyre Slind                                                    | Oda Nedrum Team XPND                                               | Nina Erga Skjeseth                                                 |
| 16. | 15/02/2020 | Østby           | Trysil Skimaraton             | 42 km klassieke stijl           | Martine Ek Hagen Team Kaffebryggeriet                              | Ragnhild Bolstad                                                   | Sofia Johansson                                                    |
| 17. | 16/02/2020 | Sandviken       | Bessemerloppet                | 52 km klassieke stijl           | Laila Kveli Team Engcon                                            | Annika Löfstrom                                                    | Olivia Hansson                                                     |
| 18. | 22/02/2020 | Hayward         | American Birkebeiner          | 50 km vrije stijl               | Jessica Yeaton                                                     | Riitta-Liisa Roponen                                               | Erika Flowers                                                      |
| 19. | 08/03/2020 | La Feclaz       | La Savoyarde Caisse d'Épargne | 42 km vrije stijl               | Céline Chopard Lallier Crédit Agricole de Franche-Comté            | Caroline Thomas Hugue                                              | Emilie Bulle                                                       |
| 20. | 14/03/2020 | Novosibirsk     | Novosibirsk Classic Marathon  | 60 km klassieke stijl           | Anastasiia Odinokova                                               | Elena Kucheva                                                      | Elena Serdtseva                                                    |
| 21. | 14/03/2020 | Setesdal        | Sesilåmi                      | 52 km klassieke stijl           | Afgelast vanwege intrekking vergunning omwille van wilde rendieren | Afgelast vanwege intrekking vergunning omwille van wilde rendieren | Afgelast vanwege intrekking vergunning omwille van wilde rendieren |
| 22. | 14/03/2020 | Vålådalen       | Årefjällsloppet               | 55 km klassieke stijl           | Afgelast vanwege de coronapandemie                                 | Afgelast vanwege de coronapandemie                                 | Afgelast vanwege de coronapandemie                                 |
| 23. | 04/04/2020 | Bjerkvik        | BCC Hålogalandsløpet          | 42 km klassieke stijl           | Afgelast vanwege de coronapandemie                                 | Afgelast vanwege de coronapandemie                                 | Afgelast vanwege de coronapandemie                                 |
| 24. | 04/04/2020 | Mo i Rana       | Blåvegenløpet                 | 45 km klassieke stijl           | Afgelast vanwege de coronapandemie                                 | Afgelast vanwege de coronapandemie                                 | Afgelast vanwege de coronapandemie                                 |
| 25. | 05/04/2020 | Nordli          | Flyktningerennet              | 42 km klassieke stijl           | Afgelast vanwege de coronapandemie                                 | Afgelast vanwege de coronapandemie                                 | Afgelast vanwege de coronapandemie                                 |
| 26. | 12/04/2020 | Taivalkoski     | Taivalkoski Ski Marathon      | 50 km vrije stijl               | Afgelast vanwege de coronapandemie                                 | Afgelast vanwege de coronapandemie                                 | Afgelast vanwege de coronapandemie                                 |
| 27. | 18/04/2020 | Ísafjörður      | Fossavatnsgangan              | 50 km klassieke stijl           | Afgelast vanwege de coronapandemie                                 | Afgelast vanwege de coronapandemie                                 | Afgelast vanwege de coronapandemie                                 |

### Eindstanden klassementen
| Algemeen | Algemeen                 | Algemeen                     | Algemeen |
| #        | Naam                     | Team                         | Punten   |
| -------- | ------------------------ | ---------------------------- | -------- |
| 1        | Britta Johansson Norgren | Lager 157 Ski Team           | 1.395    |
| 2        | Kari Vikhagen Gjeitnes   | Team Koteng                  | 1.245    |
| 3        | Kateřina Smutná          | Ed System Bauer Team         | 1.110    |
| 4        | Lina Korsgren            | Team Ramudden                | 1.075    |
| 5        | Emilie Fleten            | Team Ragde Eiendom           | 960      |
| 6        | Astrid Øyre Slind        | Team Koteng                  | 954      |
| 7        | Ida Dahl                 | Team Ramudden                | 889      |
| 8        | Sofie Elebro             | Team ParkettPartner Sjusjøen | 691      |
| 9        | Thea Krokan Murud        | Team Ragde Eiendom           | 669      |
| 10       | Roxane Lacroix           | Ed System Bauer Team         | 663      |

| Sprint | Sprint                   | Sprint               | Sprint |
| #      | Naam                     | Team                 | Punten |
| ------ | ------------------------ | -------------------- | ------ |
| 1      | Lina Korsgren            | Team Ramudden        | 186    |
| 2      | Britta Johansson Norgren | Lager 157 Ski Team   | 183    |
| 3      | Astrid Øyre Slind        | Team Koteng          | 115    |
| 4      | Kateřina Smutná          | Ed System Bauer Team | 60     |
| 5      | Kari Vikhagen Gjeitnes   | Team Koteng          | 50     |
| 5      | Ida Dahl                 | Team Ramudden        | 50     |
| 7      | Emilie Fleten            | Team Ragde Eiendom   | 30     |
| 8      | Olga Tsareva             | Russian Winter Team  | 22     |
| 9      | Jenny Larsson            | Team Ramudden        | 15     |
| 10     | Thea Krokan Murud        | Team Ragde Eiendom   | 13     |
| 10     | Roxane Lacroix           | Ed System Bauer Team | 13     |

| Klimmen | Klimmen                  | Klimmen              | Klimmen |
| #       | Naam                     | Team                 | Punten  |
| ------- | ------------------------ | -------------------- | ------- |
| 1       | Britta Johansson Norgren | Lager 157 Ski Team   | 209     |
| 2       | Astrid Øyre Slind        | Team Koteng          | 138     |
| 3       | Lina Korsgren            | Team Ramudden        | 122     |
| 4       | Emilie Fleten            | Team Ragde Eiendom   | 86      |
| 5       | Kari Vikhagen Gjeitnes   | Team Koteng          | 74      |
| 6       | Kateřina Smutná          | Ed System Bauer Team | 64      |
| 7       | Ida Dahl                 | Team Ramudden        | 39      |
| 8       | Roxane Lacroix           | Ed System Bauer Team | 9       |
| 9       | Thea Krokan Murud        | Team Ragde Eiendom   | 4       |
| 9       | Anastasia Vlasova        | Russian Winter Team  | 4       |

| Jeugd | Jeugd                    | Jeugd                | Jeugd  |
| #     | Naam                     | Team                 | Punten |
| ----- | ------------------------ | -------------------- | ------ |
| 1     | Ida Dahl                 | Team Ramudden        | 889    |
| 2     | Thea Krokan Murud        | Team Ragde Eiendom   | 669    |
| 3     | Jenny Larsson            | Team Ramudden        | 662    |
| 4     | Anastasia Rygalina       | Russian Winter Team  | 452    |
| 5     | Julia Angelsiöö          | Team Serneke         | 428    |
| 6     | Marie Renée Sørum Gangsø | Team XPND            | 404    |
| 7     | Andrea Klementová        | Vltava Fund Ski Team | 353    |
| 8     | Selina Pfäffli           | Team BSV IBEX        | 276    |
| 9     | Anna Sixtová             | Ed System Bauer Team | 249    |
| 10    | Rebecca Immonen          | Russian Winter Team  | 181    |

| Visma Alp Trophy | Visma Alp Trophy         | Visma Alp Trophy             | Visma Alp Trophy |
| #                | Naam                     | Team                         | Punten           |
| ---------------- | ------------------------ | ---------------------------- | ---------------- |
| 1                | Britta Johansson Norgren | Lager 157 Ski Team           | 975              |
| 2                | Kari Vikhagen Gjeitnes   | Team Koteng                  | 945              |
| 3                | Astrid Øyre Slind        | Team Koteng                  | 904              |
| 4                | Kateřina Smutná          | Ed System Bauer Team         | 790              |
| 5                | Lina Korsgren            | Team Ramudden                | 675              |
| 6                | Emilie Fleten            | Team Ragde Eiendom           | 650              |
| 7                | Ida Dahl                 | Team Ramudden                | 604              |
| 8                | Thea Krokan Murud        | Team Ragde Eiendom           | 519              |
| 9                | Sofie Elebro             | Team ParkettPartner Sjusjøen | 496              |
| 10               | Roxane Lacroix           | Ed System Bauer Team         | 453              |

| Visma Nordic Trophy | Visma Nordic Trophy      | Visma Nordic Trophy  | Visma Nordic Trophy |
| #                   | Naam                     | Team                 | Punten              |
| ------------------- | ------------------------ | -------------------- | ------------------- |
| 1                   | Lina Korsgren            | Team Ramudden        | 200                 |
| 2                   | Britta Johansson Norgren | Lager 157 Ski Team   | 170                 |
| 3                   | Kateřina Smutná          | Ed System Bauer Team | 150                 |
| 4                   | Ida Dahl                 | Team Ramudden        | 130                 |
| 5                   | Kari Vikhagen Gjeitnes   | Team Koteng          | 120                 |
| 6                   | Laila Kveli              | Team Engcon          | 105                 |
| 7                   | Thea Krokan Murud        | Team Ragde Eiendom   | 100                 |
| 8                   | Jenny Larsson            | Team Ramudden        | 95                  |
| 9                   | Emilie Fleten            | Team Ragde Eiendom   | 90                  |
| 10                  | Heli Heiskanen           | Vltava Fund Ski Team | 85                  |

## Eindklassement Pro Team
| Pro Team | Pro Team                     | Pro Team | Pro Team |
| #        | Team                         | Punten   |          |
| -------- | ---------------------------- | -------- | -------- |
| 1        | Team Ragde Eiendom           | 1.470    |          |
| 2        | Lager 157 Ski Team           | 1.365    |          |
| 3        | Team Koteng                  | 1.355    |          |
| 4        | Team Ramudden                | 1.260    |          |
| 5        | Russian Winter Team          | 970      |          |
| 6        | eD system Bauer Team         | 865      |          |
| 7        | Team Kaffebryggeriet         | 787      |          |
| 8        | Vltava Fund Ski Team         | 725      |          |
| 8        | Team Serneke                 | 725      |          |
| 10       | Team ParkettPartner Sjusjøen | 716      |          |

## Prijzengeld
In onderstaande tabel vindt u de verdeling van het prijzengeld:
| Positie              | Per marathon       | Per marathon   | Per marathon     | Klassement   | Klassement | Klassement   | Klassement   | Klassement  | Klassement    | Klassement  |
| Positie              | Pro Tour           | Pro Team Tempo | Skier of the Day | Algemeen     | Pro Team   | Sprint       | Klim         | Jeugd       | Nordic Trophy | Alp Trophy  |
| -------------------- | ------------------ | -------------- | ---------------- | ------------ | ---------- | ------------ | ------------ | ----------- | ------------- | ----------- |
| 1.                   |                    | € 5.000        | € 500            | € 31.000     | € 31.000   | € 7.500      | € 7.500      | € 2.500     | € 7.500       | € 7.500     |
| 2.                   |                    | € 3.000        | –                | € 14.000     | € 10.000   | € 2.000      | € 2.000      | –           | –             | –           |
| 3.                   |                    | € 1.000        | –                | € 8.000      | € 7.000    | € 1.000      | € 1.000      | –           | –             | –           |
| 4.                   |                    | –              | –                | € 5.000      | –          | –            | –            | –           | –             | –           |
| 5.                   |                    | –              | –                | € 2.000      | –          | –            | –            | –           | –             | –           |
| Totaal per wedstrijd | minimaal € 21.000  | € 9.000        | € 500            |              |            |              |              |             |               |             |
| Totaal per seizoen   | minimaal € 231.000 | € 9.000        | € 5.000          | 2 x € 60.000 | € 48.000   | 2 x € 10.500 | 2 x € 10.500 | 2 x € 2.500 | 2 x € 7.500   | 2 x € 7.500 |
| Totaal per seizoen   | minimaal € 231.000 | € 9.000        | € 250.000        |              |            |              |              |             |               |             |

## Uitzendrechten
- Alle landen: Visma Ski Classics PLAY
- Australië: beIN Sports
- Canada: beIN Sports
- Denemarken: NENT/Viaplay
- Finland: YLE
- Frankrijk: L'Équipe
- IJsland: NENT/Viaplay
- Italië: Sky Sport

- Letland: Best4Sports
- Noorwegen: NRK
- Polen: TVP
- Rusland: TV Start
- Tsjechië: Czech TV
- Zweden: Discovery kanal 9, Eurosport Player. Wasaloop op SVT.
- Verenigde Staten: beIN Sports[2]